# خوزيه أوروزمندي
خوزيه أوروزمندي (بالإسبانية: José Urruzmendi)‏ مواليد 25 أغسطس 1944 في الأوروغواي، هو لاعب كرة قدم أوروغوياني. يلعب كمهاجم. سبق له أن لعب في كأس العالم لكرة القدم مع منتخب بلاده.

## المسيرة الاحترافية

### أندية لعب لها
- ناسيونال مونتيفيديو
- إنديبندينتي

## روابط خارجية
- خوزيه أوروزمندي على موقع الاتحاد الدولي (مؤرشف)  (الإنجليزية)
- خوزيه أوروزمندي على موقع قاعدة بيانات كرة القدم.إي يو (الإنجليزية)
- خوزيه أوروزمندي على موقع ناشيونال فوتبول تيمز (الإنجليزية)
- خوزيه أوروزمندي على موقع Soccerway.com (الإنجليزية)